# Gianmaria (cantante)
Gianmaria Volpato, noto semplicemente come Gianmaria (Vicenza, 25 agosto 2002), è un cantautore italiano.

## Biografia
Nato a Vicenza nel 2002, ha dimostrato un precoce interesse per la musica all'età di 13 anni. Durante i suoi primi studi musicali, ha alternato gli studi liceali lavorando presso una pizzeria locale.
È nipote dell'ex calciatore Gianfranco Volpato (1940-2022).

## Carriera

### Gli inizi eFallirò(2020-2022)
È salito alla ribalta nel 2021 quando ha preso parte alla quindicesima edizione del talent show X Factor e, dopo aver superato le fasi iniziali con successo, si classifica secondo sotto la guida della mentore Emma. In concomitanza con il talent presenta l'inedito I suicidi, già precedentemente proposto alle audizioni, scritto dallo stesso con la collaborazione con Nicolas Biasin, in arte Bias.
Dopo l'esperienza del talent l'artista ottiene un contratto discografico con l'etichetta Epic Records, con cui pubblica il suo primo EP Fallirò, che è stato pubblicato il 14 gennaio 2022. L'EP esordisce alla 25ª posizione nella classifica italiana e viene promosso attraverso la tournée Fallirò tour 2022.

### Partecipazione a Sanremo 2023 eMostro(2022-presente)
Nel novembre 2022 è stato confermato come uno fra i dodici artisti partecipanti a Sanremo Giovani 2022, festival musicale che ha selezionato sei artisti emergenti per il 73º Festival di Sanremo. Gianmaria è stato proclamato vincitore della serata con il brano La città che odi, che gli ha permesso di prendere parte al festival con il brano Mostro. Il 3 febbraio 2023 viene pubblicato il suo primo album in studio Mostro. Nella serata conclusiva della kermesse si classifica col brano sopracitato al ventiduesimo posto. Il 24 novembre 2023 pubblica il singolo Io ti conosco insieme alla cantante Madame.

## Discografia

### Album in studio
- 2023 – Mostro

### EP
- 2022 – Fallirò

### Singoli
- 2021 – Tutto o niente 2
- 2021 – Mamma scusa
- 2021 – Ascolta
- 2021 – I suicidi
- 2021 – Senza saliva
- 2022 – Non dovevo farlo
- 2022 – I bambini
- 2022 – La città che odi
- 2023 – Mostro
- 2023 – Disco dance (con Francesca Michielin)
- 2023 – Io ti conosco (con Madame)
- 2024 – Estate disperata
- 2024 – Disordine

### Collaborazioni
- 2022 – Close Listen feat. Side Baby e Gianmaria – Amore Spray
- 2024 – Levante feat. Gianmaria – La scatola blu da Manuale distruzione - 10 anni dopo